# Пуцола (Болоња)
Пуцола (итал. Puzzola) је насеље у Италији у округу Болоња, региону Емилија-Ромања.
Према процени из 2011. у насељу је живело 30 становника. Насеље се налази на надморској висини од 297 м.